# Ryusuke Sakai
Ryusuke Sakai (酒井 隆介, Sakai Ryusuke) est un footballeur japonais né le 7 septembre 1988 à Moriyama. Il évolue au poste de défenseur.

## Biographie
Lors de la saison 2015, il joue 33 matchs en première division japonaise avec le club du Matsumoto Yamaga, marquant deux buts.